# آرثر فرنسيس جورج كير
آرثر فرنسيس جورج كير (بالإنجليزية: Arthur Francis George Kerr)‏ هو عالم نبات أيرلندي، ولد في 7 فبراير 1877 في Kinlough ‏ في جمهورية أيرلندا، وتوفي في 21 يناير 1942 في Hayes, Bromley ‏ في المملكة المتحدة.